# Brigata meccanizzata "Granatieri di Sardegna"
La Brigata meccanizzata "Granatieri di Sardegna" è una grande unità dell'Esercito Italiano, di stanza a Roma.

## Storia
(Gabriele D'Annunzio)
I granatieri derivano dall'antico Reggimento delle guardie reali creato nel 1659 dal duca Carlo Emanuele II di Savoia. L'appellativo "granatieri" deriva dal fatto che, nel 1685, il re Vittorio Amedeo II di Savoia assegnò ad ogni compagnia del reggimento sei soldati incaricati di lanciare allo scoperto le granate.
La Brigata meccanizzata "Granatieri di Sardegna" discende dalla Brigata Guardie costituita a seguito del riordino dell'Arma di Fanteria definito dall'ordinamento del 25 ottobre 1831 e formata con il 1º Reggimento Granatieri (in vita dal 18 aprile 1659) ed il Reggimento Cacciatori, costituito il 13 luglio 1774.
Con decreto 20 aprile 1850, la Brigata prese il nome di Brigata Granatieri, composta dal 1º e 2º Reggimento Granatieri, conservando la precedenza sulle altre Brigate di Fanteria. Nel novembre 1852 assorbì le compagnie del disciolto Reggimento Cacciatori ed assunse la denominazione di Brigata "Granatieri di Sardegna".
Sciolta il 25 ottobre 1871, unitamente alle altre brigate permanenti, viene ricostituita il 2 gennaio 1881 riunendo ancora il 1º e 2º Reggimento Granatieri.

### La Grande guerra e l'impresa di Fiume

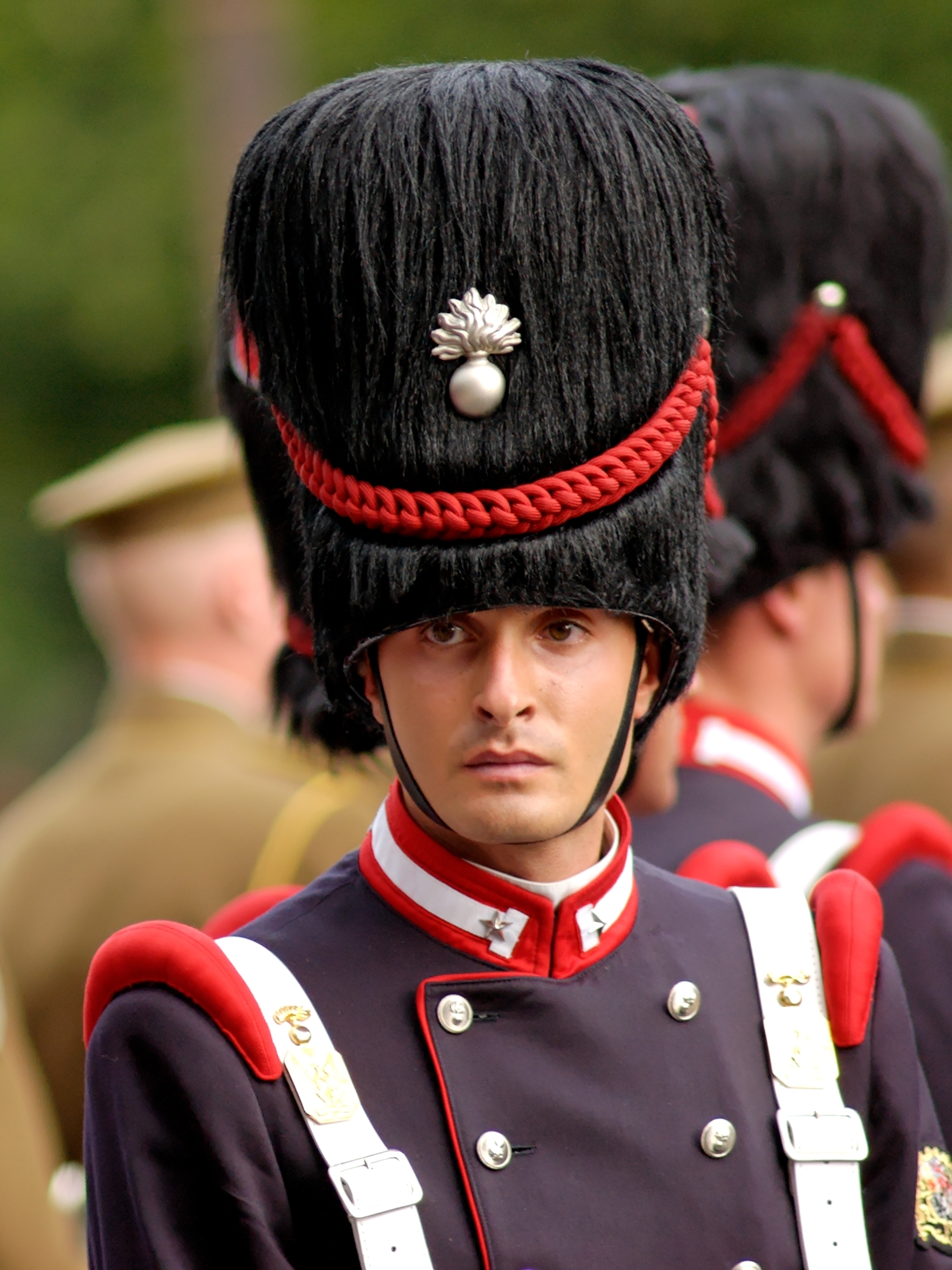
Granatiere in uniforme storica

Nel 1902 Vittorio Emanuele III fece trasferire i due reggimenti Granatieri a Roma, lasciando le sedi di Parma e Piacenza. L'adozione della divisa grigio verde, pochi anni dopo, causò la perdita degli alamari che rimasero solo sull'alta uniforme da parata (essi comunque vengono riprodotti, stilizzati, sulle mostrine). I Granatieri parteciparono nel 1911 alla guerra italo-turca che si svolse in Libia.
Nella prima guerra mondiale i Granatieri sono in prima linea tra Monfalcone e il Sabotino, Oslavia, il Monte Cengio e il Monte San Michele, nonché sul Passo dello Stelvio. Nel 1918 partecipano alla battaglia di Vittorio Veneto. Nel corso del conflitto la Brigata Granatieri fu tra quelle che subirono le perdite in combattimento più pesanti: 12.202 uomini tra morti e dispersi e 14.110 feriti in poco più di 20 mesi trascorsi in prima linea. Le bandiere di guerra di entrambi i Reggimenti della Brigata furono decorate con la croce di cavaliere dell'Ordine Militare di Savoia, una medaglia d'oro ed una d'argento al valor militare. Ingente anche il numero di decorazioni individuali: 10 medaglie d'oro, 572 d'argento e 658 di bronzo al valor militare.
Al termine della Grande Guerra (con la battaglia di Vittorio Veneto) i Granatieri di Sardegna furono destinati al presidio di Fiume. Ma in seguito a problemi con la minoranza croata furono allontanati dalla città il 25 agosto 1919. Acquartieratisi a Ronchi dei Legionari, sette ufficiali inviarono a Gabriele D'Annunzio la lettera da cui scaturì l'Impresa di Fiume:
(Dalla lettera inviata a D'Annunzio da alcuni Ufficiali dei Granatieri di Sardegna)
In esecuzione della legge 11 marzo 1926 sull'ordinamento dell'Esercito, che prevede la costituzione delle Brigate su tre Reggimenti, inquadra anche il 3º Reggimento "Granatieri di Sardegna" costituito il 1º dicembre 1926 e prende il nome di XXI Brigata di Fanteria.
Assegnata, assieme al 13º Reggimento Artiglieria, alla 21ª Divisione Militare Territoriale di Roma a seguito del decreto 8 febbraio 1934 la Brigata diviene Divisione di Fanteria "Granatieri di Sardegna"che nel 1939 diverrà Divisione di Fanteria "Granatieri di Sardegna" (21^) perdendo di forza il 3º Granatieri.

### La seconda guerra mondiale
Allo scoppio della seconda guerra mondiale i Granatieri furono impiegati in Albania.
L'8 settembre 1943, alla proclamazione dell'armistizio, la Divisione, che è alle dipendenze del Corpo d'Armata Motocorazzato, ha le proprie unità schierate nella zona sud di Roma, a protezione delle vie d'accesso alla Capitale.

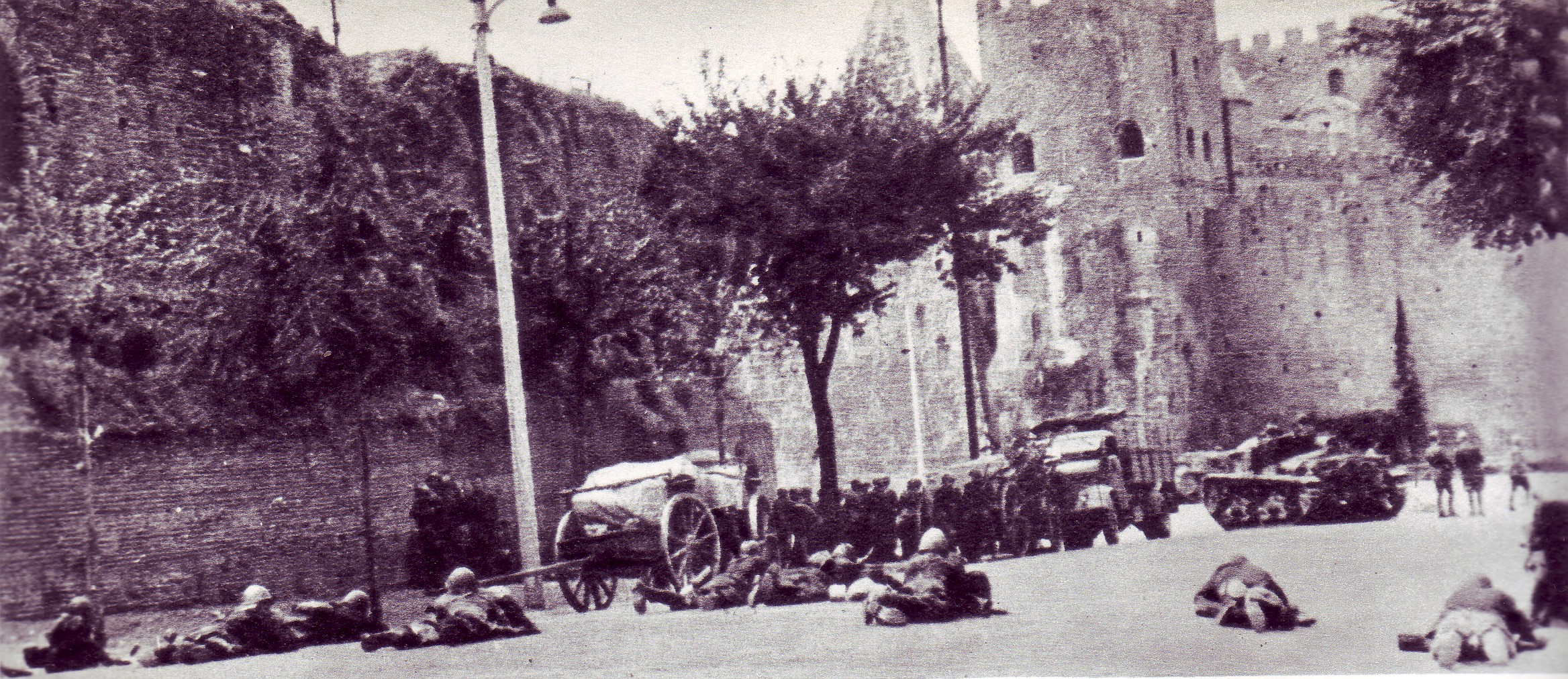
I granatieri del generale Gioacchino Solinas difendono Roma il 9 settembre del 1943

A seguito dell'armistizio di Cassibile i Granatieri di Sardegna, agli ordini del generale Gioacchino Solinas (che poi aderì alla Repubblica Sociale Italiana) si scontrarono duramente con reparti tedeschi, contendendo le posizioni presidiate per due giorni: presso Porta San Paolo poi al Campidoglio difeso dalla IV Compagnia Reclute del 1º Reggimento, comandata del Capitano Alberto Alessandrini, che si rivelerà l'ultimo baluardo della difesa di Roma, i Granatieri e le altre truppe giunte in rinforzo (carabinieri, bersaglieri, polizia Africa italiana, cavalleria, carristi, paracadutisti) ebbero il forte sostegno della popolazione romana armata. Questo episodio, per l'unione assolutamente inedita tra esercito e popolo, è stato considerato il preludio di quella che divenne la Resistenza italiana.
Il 10 settembre, in seguito al trasferimento di Vittorio Emanuele III assieme alle più alte cariche governative e militari ed alla successiva resa voluta dagli Alti comandi romani, la Divisione, rimasta priva di ordini, si sbandò, così come la quasi totalità del Esercito Regio, sciogliendosi.
Sempre a seguito dell'armistizio, il Raggruppamento Granatieri in Corsica si batté con successo nelle operazioni intraprese dai comandi e dalle truppe italiane in quell'isola per scacciarne i tedeschi a Zonza, Quenza, Levie e Porto Vecchio e nei combattimenti ingaggiati per ostacolare lo spostamento dei reparti corazzati tedeschi che, lasciata la Sardegna, raggiungevano Bastia per imbarcarsi alla volta di Livorno. in ottobre il raggruppamento fu trasferito nel nord della Sardegna e successivamente a Iglesias.
Il 3º Reggimento Granatieri alla data dell'armistizio era dislocato in un'ampia zona della Grecia, con comando nella zona di Atene, attivo in servizi di vigilanza, di presidio e costieri. Su decisione degli alti Comandi fu decisa la resa, a seguito della quale tutti i militari vennero deportati nel campo di prigionia di Wietzendorf, in Germania.
Il 15 maggio 1944 è nuovamente in vita, in Sardegna, quale Divisione Granatieri, per trasformazione del Raggruppamento Granatieri. È costituita da 1º e 2º Reggimento Granatieri, dal 32º e 132º Reggimento Fanteria Carrista, dal 553º e 548º Reggimento Artiglieria (quest'ultimo sostituito il successivo 14 luglio dal 507º Reggimento, formato per trasformazione del 7º Reggimento di C.A.), dalla 205ª compagnia mista del genio e da elementi dei servizi.
Nella prima decade di agosto i due reggimenti granatieri sono inviati sul continente e passano alle dipendenze della Divisione "Friuli".
Con il personale della divisione, sciolta in data 31 agosto dello stesso 1944, vengono formati il 1º e 2º Reggimento Guardie mentre aliquote di personale qualificato sono cedute alla Divisione "Cremona".

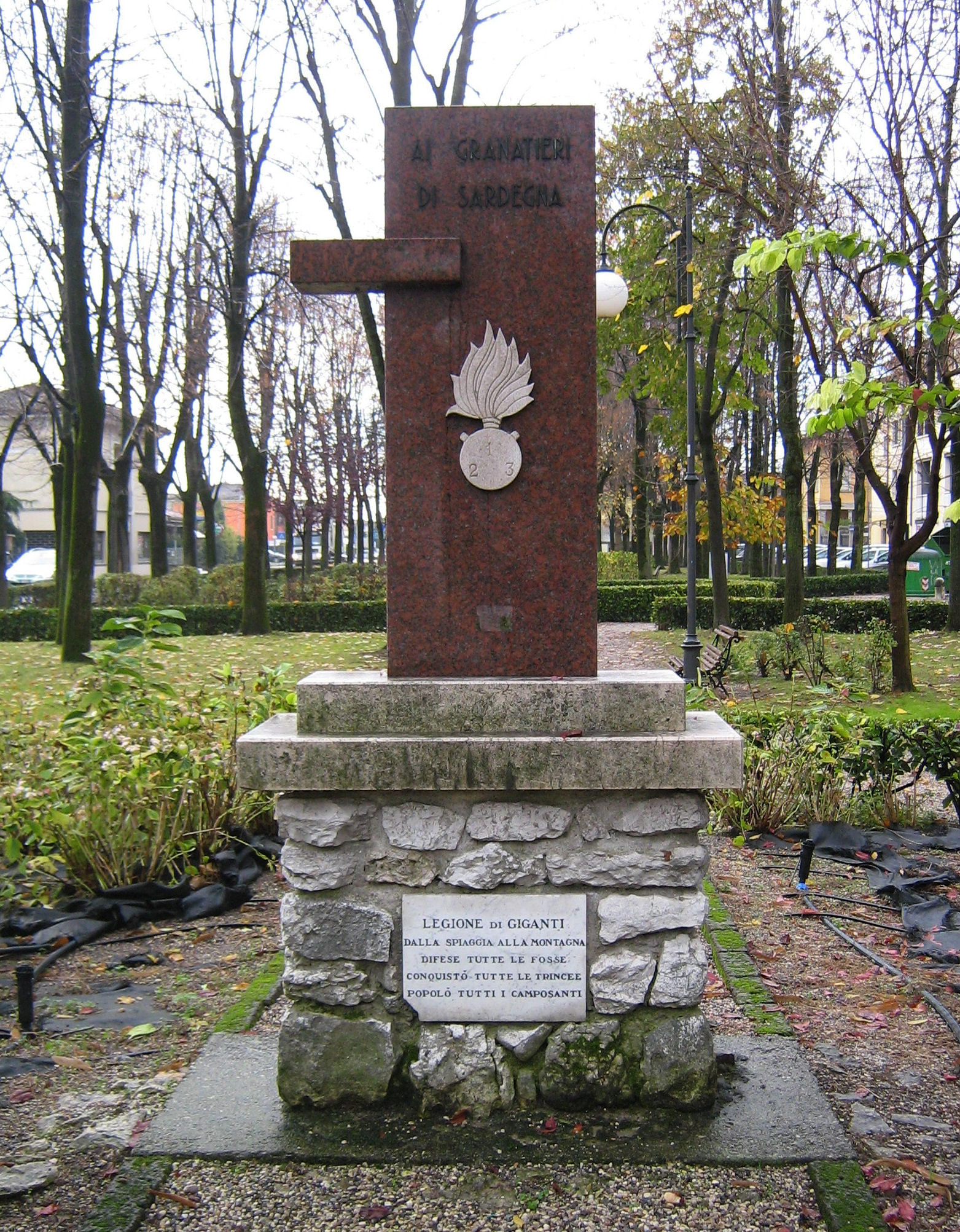
Castel Goffredo, monumento ai Granatieri di Sardegna

### Il dopoguerra
Nel dopoguerra la grande unità venne ricostituita il 1º aprile 1948 a Roma quale Divisione fanteria "Granatieri di Sardegna" con il 1º Reggimento Granatieri, il 17º Reggimento fanteria "Acqui", il 13º Reggimento artiglieria da campagna.
L'8 maggio 1966 le decorazioni al Valor Militare delle Bandiere di Guerra del 2° e del 3º Reggimento Granatieri vennero appuntate al drappo del 1º Reggimento "Granatieri di Sardegna", l’unico ricostituito nel 1946, per riassumere nei simboli l'essenza unitaria dei tre secoli di tradizioni militari comuni dei Granatieri.
Dopo essere stata riconfigurata in Divisione motorizzata ha inquadrato anche una sezione aerei leggeri su velivoli L 21 A.

### Brigata meccanizzata "Granatieri di Sardegna"
Nel 1975 con la profonda riorganizzazione dell'Esercito Italiano la Divisione "Granatieri di Sardegna" veniva sciolta, insieme al 1º Reggimento "Granatieri di Sardegna" e veniva riconfigurata nella Brigata meccanizzata "Granatieri di Sardegna", erede del 1º, del 2º e del 3º Reggimento "Granatieri di Sardegna", articolata su tre battaglioni meccanizzati (1º "Assietta", 2º "Cengio" e 3º "Guardie", (quest'ultimo, basato a Orvieto, svolgeva funzione di Battaglione Addestramento Reclute) di Granatieri, uno meccanizzato di Bersaglieri (1º "Lamarmora"), uno di carristi (6º Battaglione Carri "M.O. Scapuzzi") e una compagnia controcarri "Granatieri di Sardegna", reparti basati presso Borgata Aurelia a Civitavecchia; infine, il 13º Gruppo artiglieria da campagna "Magliana", basato a Civitavecchia insieme con il Battaglione logistico "Granatieri di Sardegna", una compagnia genio e il 14º Squadrone esplorante "Cavalleggeri di Alessandria" con sede a Civitavecchia in posizione quadro. Il comando di Brigata si trovava nella Caserma "Gandin" nel vecchio Forte di Pietralata, dove erano anche situati il Reparto Comando e Trasmissioni (RE.CO.TRAS.) composto da una compagnia di fanteria meccanizzata e una di trasmissioni, e il 1º "Assietta".
Nel 1976 la brigata aveva la seguente configurazione organica:
- Reparto Comando e Trasmissioni "Granatieri di Sardegna" (Roma)
- 1º Battaglione Granatieri meccanizzato "Assietta" (Roma)
- 2º Reggimento "Granatieri di Sardegna" (Spoleto PG)
- 1º Battaglione Bersaglieri "La Marmora" (Civitavecchia RM)
- 3º Battaglione Granatieri addestramento reclute "Guardie" (Orvieto TR)
- 6º Battaglione Carri "M.O. Scapuzzi" (Civitavecchia RM)
- 32ª Compagnia bersaglieri controcarri (Civitavecchia RM)
- 14º Squadrone esplorante "Cavalleggeri di Alessandria" (quadro, Civitavecchia RM)
- 13º Gruppo artiglieria da campagna semovente "Magliana" (Civitavecchia RM)
- Compagnia genio pionieri "Granatieri di Sardegna" (Civitavecchia RM)
- Battaglione logistico "Granatieri di Sardegna" (Civitavecchia RM)

Oltre al normale addestramento proprio dei reparti di fanteria meccanizzata, i due battaglioni di Granatieri basati a Roma erano impegnati in compiti di rappresentanza, quali la guardia d'onore al Quirinale, al Senato, alla Camera dei Deputati, all'Altare della Patria, nonché le occasionali schieranti per visite di capi di Stato esteri, funerali di Stato, sparare ogni giorni dal colle del Gianicolo alle ore 12 la prima cannonata che ricordava la breccia di Porta Pia.

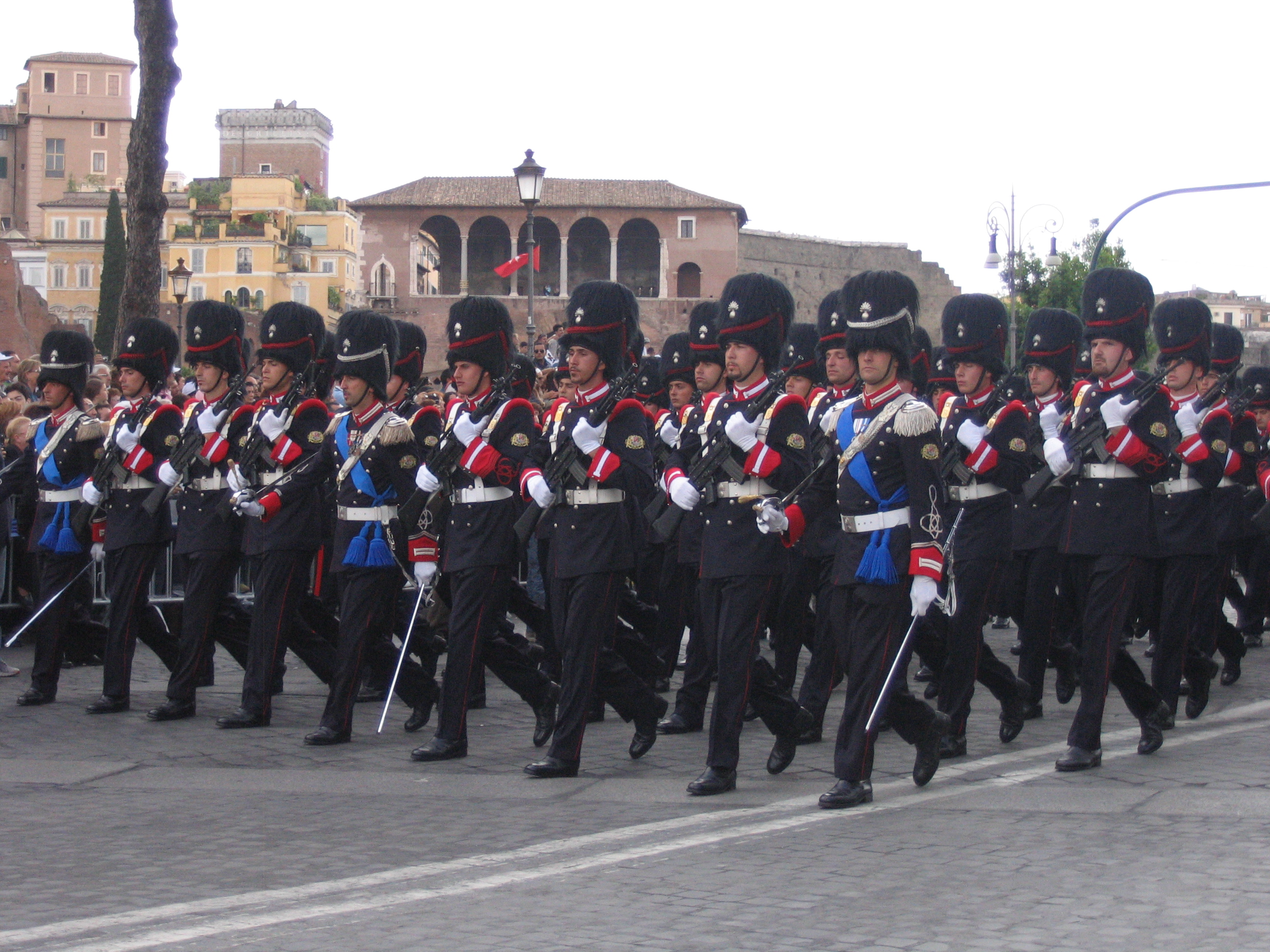
1º Reggimento "Granatieri di Sardegna" in sfilata per la Festa della Repubblica italiana il 2 giugno 2007 a Roma

Nel 1979 il Gruppo Squadroni "Cavalleggeri di Alessandria venne sciolto. Dopo l'ulteriore riorganizzazione della fine anni ottanta, il 4 ottobre 1993 il Reparto Comando e Trasmissioni diviene Reparto Comando e Supporti Tattici nel quale confluisce la Compagnia Genio Guastatori.
Dal 21 dicembre 1995 riceve il 7º reggimento artiglieria da campagna semovente "Cremona" in sostituzione del 13° che viene sciolto. Dal 15 maggio 1996 il 7° viene sostituito dal 33° "Acqui". Successivamente, anche il Reggimento "Lancieri di Montebello" (8°) entra nell'organico della Brigata.

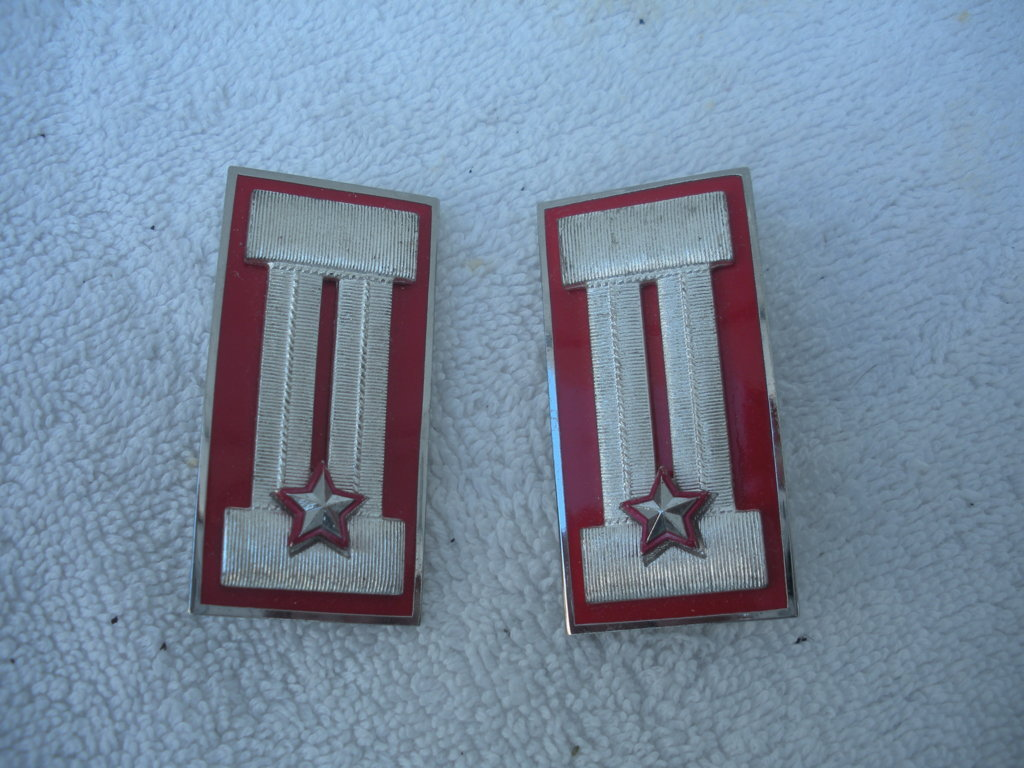
Alamari da camicia, dei Granatieri di Sardegna

Oggi fanno parte della Brigata meccanizzata "Granatieri di Sardegna" il Reparto Comando e Supporti Tattici "Granatieri di Sardegna", il 1º Reggimento "Granatieri di Sardegna", il 2º reggimento "Granatieri di Sardegna" e l'8º Reggimento "Lancieri di Montebello".
Dal 1976 le unità di granatieri hanno formato la base della Brigata Meccanizzata "Granatieri di Sardegna", destinata in caso di conflitto con il patto di Varsavia alla difesa e protezione del centro Italia, in particolar modo di Roma in quanto capitale e sede del governo. Dislocata nel Lazio, Umbria ed Abruzzo si componeva di due reggimenti granatieri, uno di cavalleria ed uno d'artiglieria.
La Brigata "Granatieri di Sardegna" ha partecipato alla missione umanitaria UNOSOM 2-IBIS 2 in Somalia dal mese di giugno al mese di dicembre del 1993.
Nel 2016 passa sotto il comando della Divisione "Acqui" e dal gennaio 2022 alle dirette dipendenze del Comando Forze Operative Sud.

## Lo scudetto
Deriva dalla bandiera del popolo sardo. Il simbolo dei quattro mori risale al 1281 ed è importato in Sardegna come sigillo della cancelleria reale di Pietro il Grande d'Aragona. Il simbolo compare in Sardegna poco più di mezzo secolo più tardi, per sottolineare i legami che univano in quel momento l'Isola alla Corona di Aragona. Nel 1949, ricostituita la Divisione, fu inserito nello scudetto la granata, simbolo dei granatieri in generale. Qui di seguito invece gli stemmi dei reparti che fanno, o ne hanno fatto in tempi recenti, parte della Brigata.

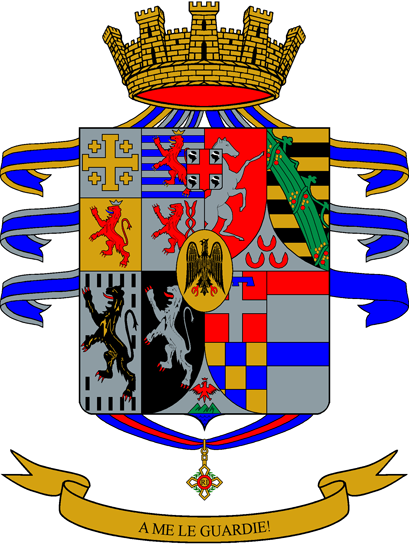
Stemma del 1º Reggimento Granatieri
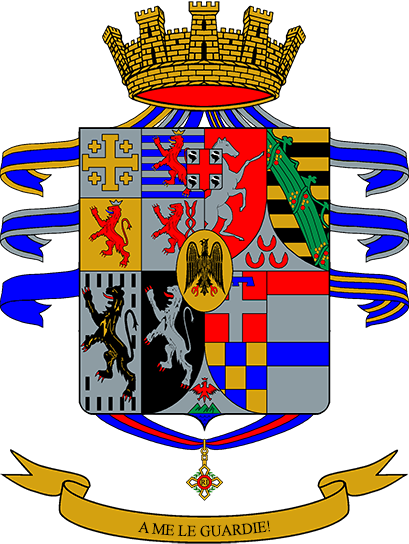
Stemma del 2º Reggimento Granatieri
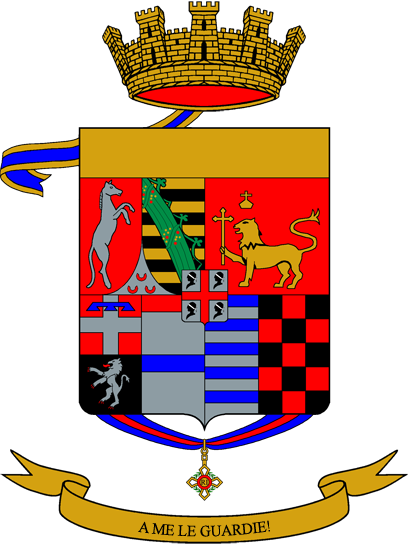
Stemma del 3º Reggimento Granatieri (sciolto) dal 1º ottobre 2022 stemma del 3° RCST Granatieri "Guardie" (che eredita la Bandiera di Guerra e le tradizioni del 3º Rgt. Guardie)
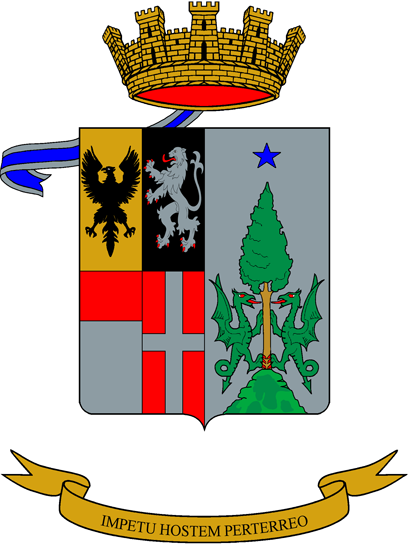
Stemma dell'8º Reggimento Cavalleria "Lancieri di Montebello"
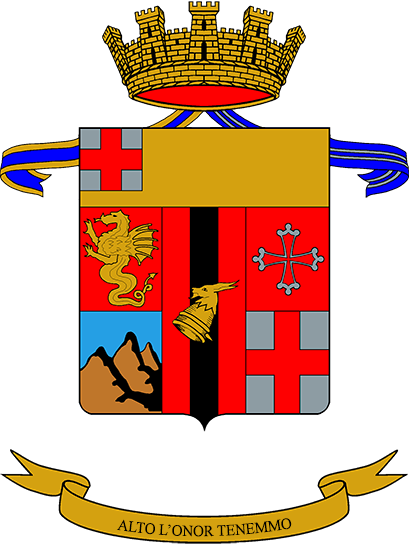
Stemma 33º Reggimento Artiglieria Terrestre "Acqui" (sciolto)

## Operazioni all'estero
- 1993 reparti della brigata partecipano alla missione di pace "IBIS" in Somalia.
- 1997 un reparto della Brigata partecipa alla missione "SFOR" in Bosnia nella città di Sarajevo
- 2001 Missione Joint Guardian, nella Repubblica d'Albania (Ure-i-Limutit, Pukë)
- 2002 Missione Joint Guardian, nella Repubblica d'Albania (Durres - Comando COMM-ZW, fino al 17 giugno, e dal giorno successivo: NHQT)
- 2005 Missione in Kosovo.
- 2013/2014 Libano, Leonte XV (Shama)
- 2017 Libano, Leonte XXII
- 2019/20 Libano Leonte XXVII
- 2023/24 Libano Leonte XXXIV

## Onorificenze

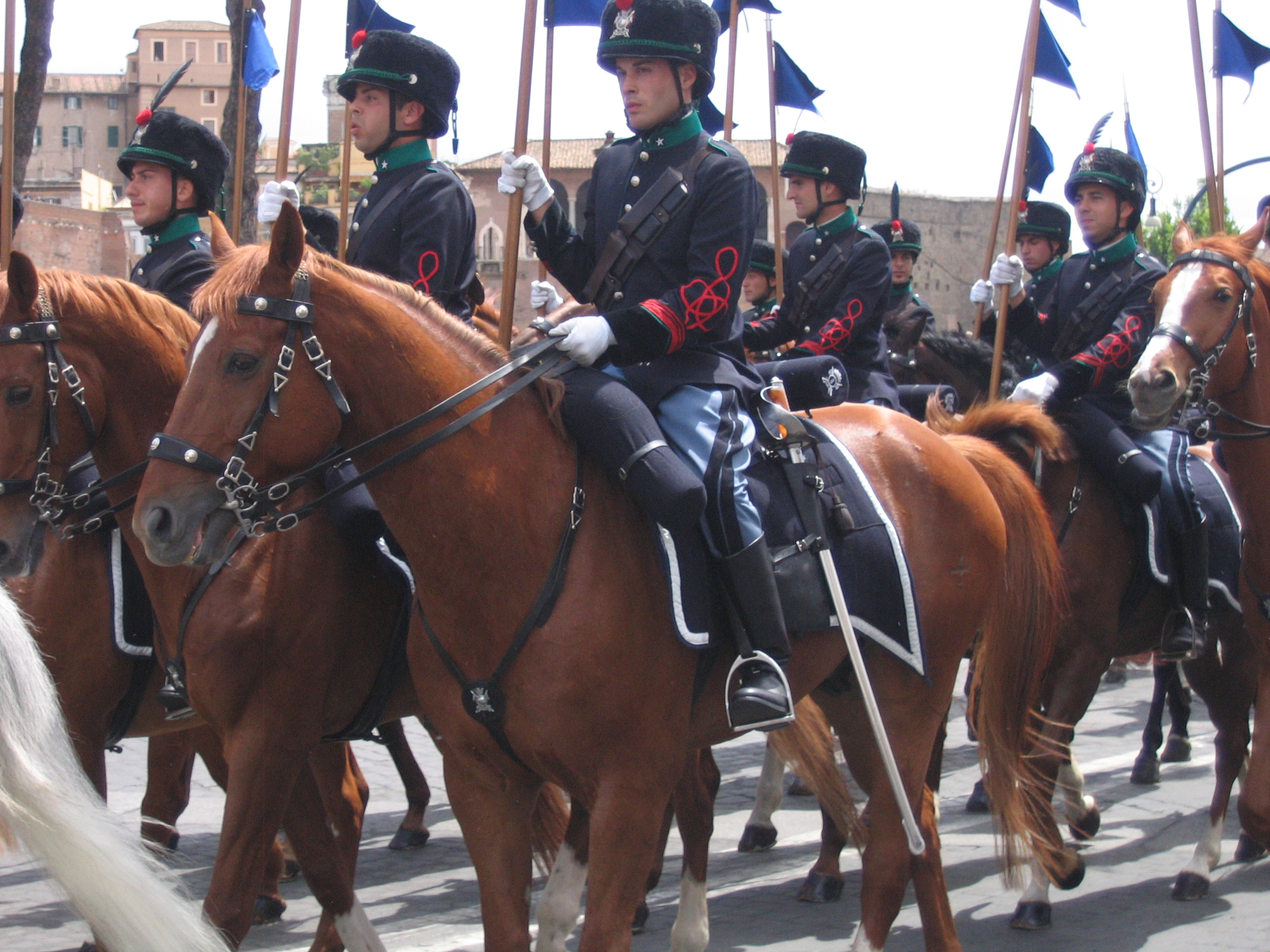
8º Reggimento "Lancieri di Montebello" in sfilata per la Festa della Repubblica italiana il 2 giugno 2007 a Roma

### Al Corpo dei Granatieri
Ai Reggimenti e reparti del Corpo dei Granatieri sono state conferite nel corso della loro storia, complessivamente, le seguenti onorificenze:
 3 Croci di Cavaliere dell'Ordine militare d'Italia (tutte già dell'Ordine militare di Savoia)
 4 Medaglie d'oro al valor militare
 7 Medaglie d'argento al valor militare
 2 Medaglie di bronzo al valor militare
 1 Medaglia di bronzo al valore dell'Esercito
 1 Medaglia d'argento di benemerenza per il terremoto calabro-siculo (1908).
Inoltre, non presente sulle bandiere:
 1 Croce d'argento al merito dell'Esercito (al Reparto Comando e Supporti Tattici "Granatieri di Sardegna")

### Alla bandiera di Guerra della Brigata Meccanizzata "Granatieri di Sardegna"
1 Medaglia d'argento al valor militare

## Reparti

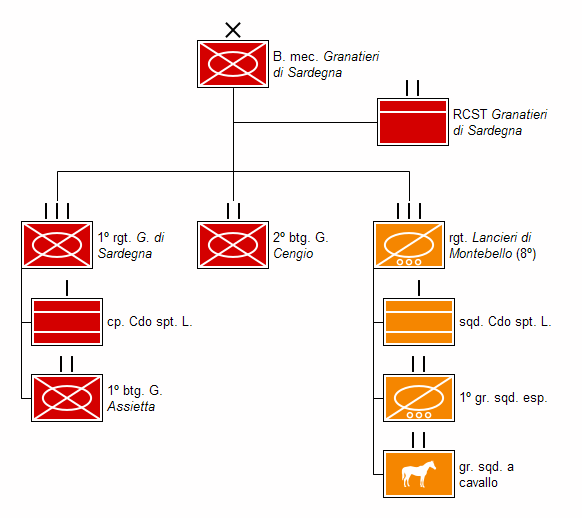
Struttura della brigata.

Dalla Brigata meccanizzata "Granatieri di Sardegna" dipendono direttamente: il 1º Reggimento "Granatieri di Sardegna" (ordinato su Battaglione Granatieri "Assietta" e Compagnia Comando e Supporto Logistico); il 2º Reggimento "Granatieri di Sardegna" (ordinato su Battaglione Granatieri "Cengio" e Compagnia Comando e Supporto Logistico); l'8º Reggimento "Lancieri di Montebello" (ordinato su 1º Gruppo Squadroni Esplorante e il 2º Gruppo Squadroni a Cavallo); il 3º Reparto Comando e Supporti Tattici Granatieri "Guardie", come da nuova denominazione del Reparto, custode dal 4 ottobre 2022 della Bandiera di guerra del disciolto 3º Reggimento Granatieri di Sardegna "Guardie";